# Amnesia (cannabis)
Amnesia es una variedad de cannabis de tipo híbrida, aunque debido a sus muchos derivados, se puede considerar más bien como una familia de razas. Surgió en los años 90, y hoy en día es una de las cepas más populares y extendidas por todo el mundo. La subvariedad más común es Amnesia Haze.

## Origen
Se desconoce con precisión el origen de esta variedad. Varias fuentes apuntan a una hibridación entre cepas afganas y tailandesas. Lo que sí parece ser clara su aparición en los clubes cannábicos de Ámsterdam alrededor de los años 90.

## Características
Aunque sea una variedad híbrida, tiene una dominancia marcadamente sativa (entre el 80 y el 90%). El cultivo será preferentemente de interior. En exterior sólo prospera en ambientes cálidos y soleados, y su periodo de floración se extiende por 10-11 semanas. Los cogollos son secos y pegajosos, al estar ligeramente cristalizados. Otra peculiaridad de Amnesia es su potencia: con un ratio de THC de 17-25%, es una variedad altamente psicoactiva. En cambio, tiene un bajo porcentaje de CBD (~1%), por lo que tiene poco uso medicinal.

## Subvariedades
- Amnesia 'Haze'[7]
- Amnesia 'Lemon'[7]
- Amnesia 'Hy Pro'[7]
- Amnesia 'cordobesa'[7]
- Amnesia 'cheese'[7]